# محسن كديور
محسن كديور ( (بالفارسية: محسن کدیور) (مواليد 8 يونيو 1959)، هو فيلسوف ومُصلح فكري رائد وأستاذ الدراسات الإسلامية إيراني. كان كاديفار معارضًا سياسيًا إيرانيًا منتقدًا صريحًا لعقيدة حكم رجال الدين ، والمعروف أيضًا باسم ولاية الفقيه ( ولاية الفقيه)، ومدافعًا قويًا عن الإصلاحات الديمقراطية والليبرالية في إيران وكذلك الإصلاح الهيكلي في إيران. الشريعة والشيعة. قضى كاديفار فترة في السجن في إيران بسبب نشاطه السياسي ومعتقداته.

## من مؤلفاته
- كتاب: «القراءة المنسية».
- كتاب: «نظريات الدولة في الفقه الشيعي».
- كتاب: «ولاية الفقيه».
- كتاب: «الحكومة الولائية».

## روابط خارجية
- موقع محسن كديور
- رجل الدين الناقد
- حقوق الإنسان والفكر الديني (مقابلة): الجزء الأول ، الجزء الثاني
- في إيران ، الديمقراطية تتصارع مع سلطة رجال الدين
- كونور سوثارد ، عالم ومنشق
- مقابلة مع محسن كديور: "بدأ الناس يؤمنون بقوتهم الخاصة"